# Сражение при Княжеваце
Сражение при Княжеваце (серб. Битка за Књажевац (1876)) — одно из сражений во время сербско-турецкой войны (1876—1877).

## Стратегическая ситуация
Сразу же после битвы при Великом Изворе сербы перешли от наступления к обороне. 29 июля 1876 года турки перешли Тимок и начали наступление. Турецкие силы состояли из 43 батальона пеших войск, 12 батарей, 4 кавалерийских полков и 4000 башибузуков и черкесов. Они продвигались в направлении Княжеваца и Тресибабы. Движение на Княжевац давало туркам следующие выгоды: они обходили левый фланг сильных сербских позиций у Алексинаца; могли настичь и разбить отходившую Моравскую армию; заняв Княжевац, могли действовать по внутренним операционным линиям против любой сербской армии — Моравской или Тимокской, так как город этот имел важное значение, как узел путей из Алексинаца (долина Моравы) и Заечара (долина Тимока). 
Арьергардом сербской армии командовал полковник Д. Хорватович, который дал распоряжение своим войскам встать на оборону Тресибабы. На правом крыле командовал капитан Г. Франьич с 6 княжевацкими батальонами и добровольцами, а на левом пять пожаревацких батальонов с четырьмя легкими и двумя тяжелыми орудиями, которыми командовал подполковник Л. Йованович. Хорватович лично командовал центром: 2 княжевацких батальона с шестью тяжёлыми и четырьмя лёгкими орудиями.

## Бой при Тресибабе
31 июля, в 9 утра, турки начали атаку на Тресибабу. После часа борьбы сербы понесли серьёзные потери, правый фланг был почти разбит. Хорватович отправил на помощь ему два батальона из резерва, а в центр перебросил два пожаревацких батальона с левого фланга, откуда были слышны звуки канонады. Около 11 часов Хорватович отправил два тяжёлых орудия на поддержку правого фланга, и там шла беспрерывная борьба до 3 часов дня. Около 2 часов турки атаковали левый фланг, и пришлось отбиваться ружейным огнём. Около 16.00 Хорватовичу пришлось оставить Тресибабу и занять позиции для обороны самого Княжеваца. В этот день потери сербской стороны составили 124 убитыми и 376 ранеными. Турецкие потери составили 50 убитыми и 180 ранеными.
Вечером того же дня Хорватович отдал распоряжение, чтобы прибыло подкрепление капитана А. Протича (4 батальона и 4 тяжёлых орудий) из Браничево. Так как противник прекратил наступление, сербские войска начали укреплять фланги и центр и сменили позиции. Левым флангом стал командовать А. Протич, правым — М. Динич с княжевацкой бригадой и легкой батареей. В резерве был капитан Франьич с другой княжевацкой бригадой и тяжёлой батареей. Центром командовал лейтенант Л. Йованович с пожаревацкой бригадой и лёгкой батареей.
1 августа не было боевых действий. Турки отдыхали, поджидая прибытия подкрепления в 15 000 человек дивизии Сулейман-паши. К сербам в этот же день прибыли силы под командованием А. Яковлевича (три батальона и два тяжелых орудия) из Крагуеваца, и Хорватович телеграфировал о ситуации на линии фронта: "Я желаю вам большего успеха, но то, что у меня, — дело пропащее". Вместо того, чтобы поддержать Хорватовича свежими силами, и тогда Княжевац мог бы выстоять, в главном штабе было принято решение перейти в наступление к Нишу на обоих берегах реки Моравы. Также главный штаб принял решение организовать диверсионные и партизанские рейды в районе монастыря Святого Архангела, чтобы получить возможность зайти в тыл солдатам Эйюб-паши.

## Ход сражения
2 августа в 15.00 турки атаковали тремя колоннами. В главной колонне было две дивизии под командованием Эюб-паши, правую колонну составляла дивизия Сулейман-паши, а в левой колонне была развернута одна бригада под командованием Хафиса-паши. Сначала турецкая левая колонна, а затем авангард центральной колонны пошли в атаку. В ответ вскоре был открыт мощный артиллерийский и оружейный огонь. Так как правый фланг сербской позиции не подвергался новым атакам, один из его батальонов был передислоцирован на центр. Бой закончился вечером, и сербская армия сохранила свои позиции на всем фронте.
3 августа в 10 часов утра турки нанесли удар 12-ю батальонами по всему фронту. Их целью было совершить прорыв в центре. Около 14:00 сложилась критическая ситуация. На помощь прибыла Крагуевацкая бригада 1-го класса, отправленная из Сокобани. С ее помощью турецкая атака была остановлена. 
После этого ситуация обострилась на сербском левом крыле, где 12 турецких батальонов атаковали бригаду у Браничева. Когда на помощь им прибыл батальон, они остановили турецкое наступление, но около 18:00 турки ввели 4 новых батальона, поэтому по приказу Протича бригада начала отступать из Браничева. Когда Протич сообщил Хорватовичу о своем решении, то получил выговор и ему приказали вернуться на позиции в Евике (Йовик) со своей бригадой, а в качестве подкрепления был отправлен батальон. Бригада вернулась в Евик и провела там ночь. Бои продолжались до ночи и прекратились из-за наступившего мрака. 
Из-за очень сложной ситуации Хорватович обратился за помощью к верховному командованию и Милойко Лешьянину. Вечером 3 августа ему сообщили, что из Заечара к нему выслали 3 батальона. Ночью Хорватович отдал приказ А. Йовановичу, чтобы перейти к левому крылу, чтобы там было пять батальонов (3 Крагуевацких, 1 Княжевацкий и 1 Пожаревацкий) с тяжёлой батареей. Он также получил от генерала Черняева сообщение, что тот придёт с 8 батальонами (7000 солдат) и на следующее утро атакует фланг турецких войск на Тресибабе. Новость сразу была передана всей армии, вызвав восторг солдат, и Хорватович приказал 4 августа начать контратаку.
4 августа в 8 ½ часов утра вся княжевацкая армия атаковала турок на всех позициях. Сербское левое крыло пробились вперёд и заставило замолчать турецкую артиллерию. В других местах сербы взяли вражеские окопы. В центре противник был выбит из леса, сербы заняли первые высоты на пути к Тресибабе. Но, не выдержав полуторачасового боя добровольцы начали отступать. Их бегство потрясло и регулярную армию, которая также стала отступать на исходные позиции.
Турки перегруппировались и ударили 8-9 батальонами по центру сербских позиций с целью завладеть дорогами на Княжевац. После того как это не удалось, они атаковали правое крыло сербов. Пехоте турок удалось в 9 часов вечера занять высоту Главица и таким образом прорвать сербскую оборону. Турки были в 1500 шагах от дороги, по которой было возможно отступление к Банье. 
У Хорватовича больше не было резервов, чтобы остановить прорыв, и он немедленно перебросил с левого крыла три тяжёлых орудия и лично возглавил один батальон и повёл его к Главице, где сражался с турками в течение двух часов, давая возможность остальной сербской армии собраться под Княжевацем. 
Поскольку Черняев сильно опоздал с обещанными 8 батальонами (7000 солдат), Хорватович приказал отойти из Княжеваца в 23:00. После полуночи город был полностью оставлен сербскими войсками.

## Результаты
После отступления сербская армия разделилась на две части. Джуро Хорватович с частью сил отступил в Сокобаню, а Лаза Йованович с другой частью — в Бучье. Героическое сопротивление сербской армии под Княжевацем истощило наступательную мощь турецкой армии, так что Керим-паша уже не надеялся легко проникнуть из долины Моравы в сербский тыл через Княжевац и Сокобаню. Турки были вынуждены остановить наступление через Княжевац.